# محمد ابراهیم رنجبر امیری
محمدابراهیم رنجبر امیری (زادهٔ ۴ اسفند ۱۳۰۷ امیرکلا، بابل - درگذشتهٔ ۱۴ فروردین ۱۳۹۸ در کرج، البرز) قدیمی‌ترین روزنامه فروش ایران بود و او را به همین دلیل می‌شناختند. وی دو کتاب نیز به رشته تحریر درآورده است.

## زندگی
وی در ۴ اسفند ۱۳۰۷ در امیرکلا، بابل زاده شد. پدرش کشاورز بود و بخشی از زمینش را به مدرسه و اداره آموزش و پرورش آن زمان اختصاص داده بود. پس از مدتی از مادر محمدابراهیم جدا شد و همسر تازه‌ای اختیار نمود که پس از به دنیا آمدن فرزندان جدید محمدابراهیم زندگی را بر وفق مراد ندید به تهران فرار کرد و بعد از دو ماه مادرش را یافت و با برادر خود به روزنامه فروشی پرداخت. به دلیل تحصیل تا کلاس دوم و ترک تحصیل در کلاس سوم ابتدایی سواد زیادی نداشت. پس از استخدام در وزارت دارایی و ازدواج و کار همزمان در روزنامه‌ها ششم خود را گرفت و در زمان امتحان دیپلم به دلیل ارتقاء شغلی امکان شرکت در امتحان را نیافت. از وی به عنوان قدیمی‌ترین روزنامه فروش ایران یاد می‌شود. اما خود معتقد است پیشتر از او بسیار بوده‌اند. او از سال ۱۳۱۶ یعنی از ۹ سالگی در تهران روزنامه می‌فروخت و تا میانسالی به این شغل مشغول بود. پس از انقلاب اسلامی ایران چندبار با وی مصاحبه شد و پس از بیماری مسئولین به عیادتش رفتند.

## کتاب‌ها
- ۷۶ سال با مطبوعات[۴]
- خاطرات قدیمی‌ترین روزنامه فروش[۵]

## خاطره از فروش
و در بخش دیگری از خاطرات خود چنین گفته‌است: پس از آنکه روزنامه کیهان، فروش خود را به دست روزنامه‌فروشان سپرد، مدتی ما را جمع کرد و گفت من دو برابر به شما پول می‌دهم تا نگویید «اطلاعات، کیهان»، بلکه اول بگویید «کیهان» و بعد نام اطلاعات را بیاورید.

## کتاب رکوردهای گینس
نام وی در کتاب رکوردهای گینس به عنوان باسابقه‌ترین روزنامه‌فروش جهان ثبت شده‌است.

## درگذشت
او در ۱۴ فروردین ۱۳۹۸ پس از ۹۰ سال زندگی در کرج درگذشت.